# 岐阜県道3号福岡坂下線
岐阜県道3号福岡坂下線（ぎふけんどう3ごう ふくおかさかしたせん）は、岐阜県中津川市を起終点とする主要地方道に指定された県道である。

## 概要
中津川市福岡地域北部の田瀬から東進し、同市川上地域から川上川に沿って南下して中津川市坂下地域に至る。

### 路線データ

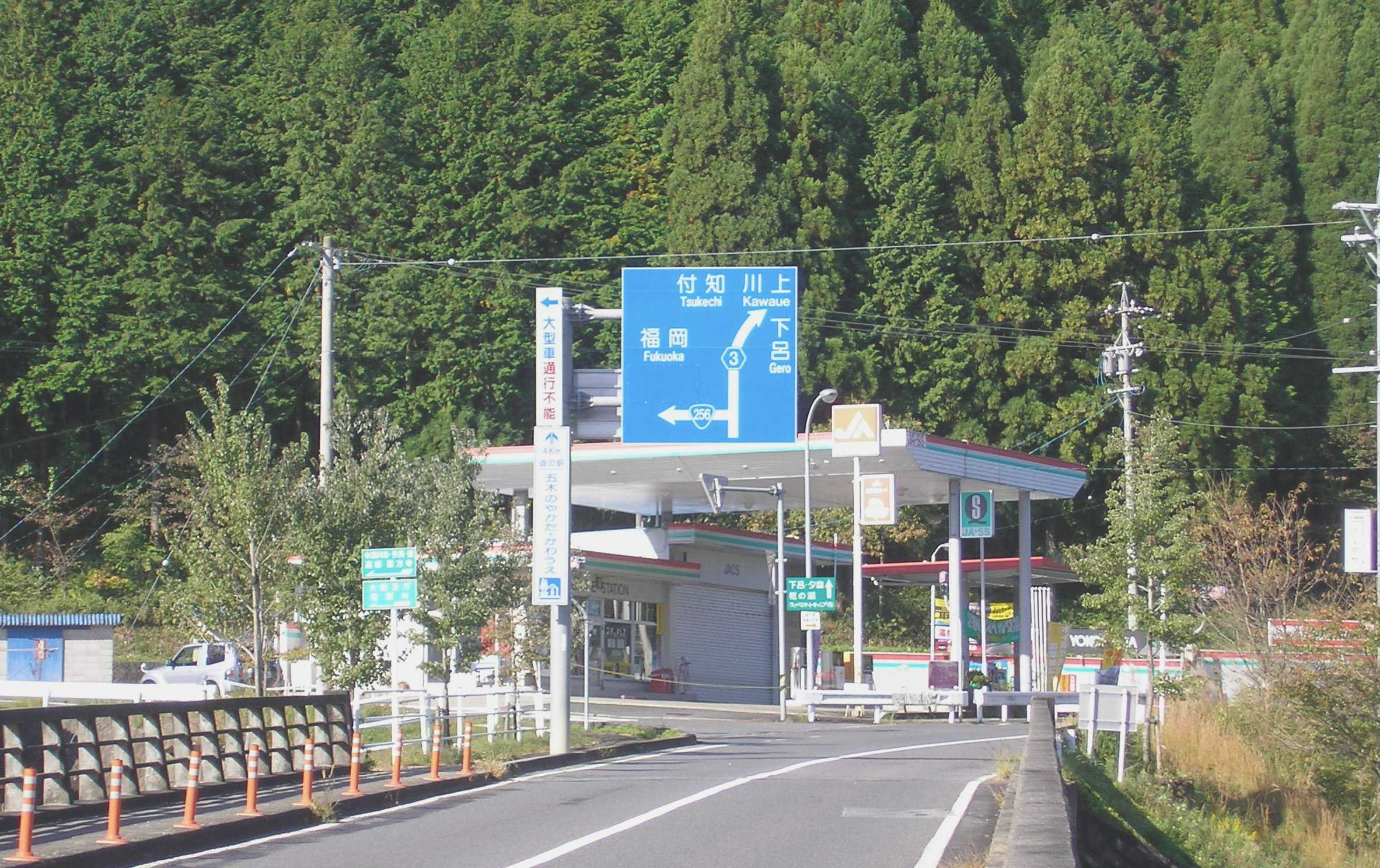
岐阜県道3号福岡坂下線終点付近。手前から左折路が国道256号、直進右奥が当路線。

岐阜県法規集に基づく起終点および経過地は次のとおり
- 起点：中津川市（田瀬交差点＝国道256号交点）
- 終点：中津川市（坂下＝国道256号交点）
- 重要な経過地：なし
- 路線延長：13.1 km[3]
- 実延長：11.403 km[1]

## 歴史
本路線は、旧道路法（大正8年法律第58号）に基づいて認定されていた県道吾妻会地線、県道妻籠坂下線、県道坂下妻籠線、県道付知坂下停車場線の一部、県道中津高山線の一部を、新道路法（昭和27年法律第180号）第56条の規定に基づき、主要な都道府県道として1954年（昭和29年）に指定された県道飯田下呂線の一部を継承している。同県道のうち、飯田市から長野県木曽郡南木曽町は国道256号へ、恵那郡福岡町から益田郡下呂町は国道257号にそれぞれ指定され、国道指定されなかった福岡町から長野県木曽郡山口村と国道19号重用の中間区間は主要地方道坂下南木曽線として再指定されたが、1993年（平成5年）に恵那郡坂下町から木曽郡山口村の区間が国道256号の延伸指定によって編入されたことから、残区間をもって福岡坂下線として再々指定された。

### 年表
- 1993年（平成5年）5月11日 - 建設省から、県道福岡坂下線が福岡坂下線として主要地方道に指定される[8]。

## 路線状況
交通量の少ない2車線道路である。

### 道の駅
- 道の駅五木のやかた・かわうえ

## 地理
起終点で国道256号と接続する。両地点間は、国道256号経由で18.2 kmであるのに対し、本路線経由では13.1 kmと、約5kmの差がある。

### 通過する自治体
かつては恵那郡福岡町 - 恵那郡川上村 - 恵那郡坂下町の順に通過する路線で、路線名も両端の自治体を由来としているが、2005年（平成17年）2月13日に沿線自治体が中津川市への編入合併に伴い、以降は中津川市で完結する路線となった。
- 中津川市

### 交差する道路
- 国道256号（国道257号 重複）（中津川市田瀬、起点）
- 岐阜県道411号裏木曽公園線（中津川市川上）
- 国道256号（中津川市坂下、終点）

### 沿線
- 中津川市川上総合事務所
- 五木のやかた（中津川市森林組合の特産品加工展示販売所）
- 坂下総合体育館
- 岐阜県立坂下高等学校